# Parlamentní volby v Polsku 2005
Polské parlamentní volby 2005 se uskutečnily 25. září 2005. Volby vyhrála PiS se ziskem 27% a 155 mandátů. Na druhém místě skončila PO, jež získala 24,1% a 133 mandátů. Na třetím místě skončila SRP se ziskem 11,4% a 56 mandátů, naopak vládní koalice levicových stran SLD a SDPL výrazně oslabila. Volební účast činila 40,57%. 

## Výsledky voleb do Sejmu
Do Sejmu se dostalo celkem 6 politických stran a uskupení. PiS získala 155 mandátů, PO 133 mandátů, SRP 56 mandátů, SLD 55 mandátů, LPR 34 mandátů a PSL 25 mandátů. 

|                        | PiS                | PO          | SRP            | SLD                 | LRP            | PSL             |
| ---------------------- | ------------------ | ----------- | -------------- | ------------------- | -------------- | --------------- |
| Volební lídr           | Jarosław Kaczyński | Donald Tusk | Andrzej Lepper | Wojciech Olejniczak | Roman Giertych | Waldemar Pawlak |
| Počet hlasů            | 3 185 714          | 2 849 269   | 1 347 355      | 1 335 257           | 940 762        | 821 656         |
| Podíl                  | 27 % ▲             | 24,1 % ▲    | 11,4 % ▲       | 11,3 % ▼            | 8 % ▲          | 7 % ▼           |
| Počet mandátů          | 155                | 133         | 56             | 55                  | 34             | 25              |
| Předchozí volby (2001) | 9,5 % (44)         | 12,7 % (65) | 10,2 % (53)    | 41 % (216) SLD-UP   | 7,9 % (38)     | 9 % (42)        |

### Podrobné výsledky
| Politické strany                 | Politické strany                                                                    | Počet hlasů | Hlasy v % | +/–      | Počet mandátů | +/–    |
| -------------------------------- | ----------------------------------------------------------------------------------- | ----------- | --------- | -------- | ------------- | ------ |
|                                  | Právo a Spravedlnost (Prawo i Sprawiedliwość, PiS)                                  | 3 185 714   | 27,0%     | ▲ +17,5% | 155           | ▲ +111 |
|                                  | Občanská platforma (Platforma Obywatelska, PO)                                      | 2 849 259   | 24,1%     | ▲ +11,4% | 133           | ▲ +68  |
|                                  | Sebeobrana polské republiky (Samoobrona RP)                                         | 1 347 355   | 11,4%     | ▲ +1,3%  | 56            | ▲ +3   |
|                                  | Svaz demokratické levice (Sojusz Lewicy Demokratycznej, SLD)                        | 1 335 257   | 11,3%     | ▼ -29,7% | 55            | ▼ -161 |
|                                  | Liga polských rodin (Liga Polskich Rodzin, LPR)                                     | 940 726     | 8,0%      | ▬ +0,1%  | 34            | ▼ -4   |
|                                  | Polská lidová strana (Polskie Stronnictwo Ludowe, PSL)                              | 821 656     | 7,0%      | ▼ -1,98% | 25            | ▼ -17  |
|                                  | Sociální demokracie Polska (Socjaldemokracja Polska, SDPL)                          | 459 380     | 3,9%      |          | -             |        |
|                                  | Demokratická strana (Partia Demokratyczna)                                          | 289 276     | 2,59%     |          | -             |        |
|                                  | Platforma Janusza Korwin-Mikke (PJKM)                                               | 185 885     | 1,69%     |          | -             |        |
|                                  | Vlastenecké hnutí (Ruch Patriotyczny)                                               | 124 038     | 1,19%     |          | -             |        |
|                                  | Polská strana práce (Polska Partia Pracy, PPP)                                      | 91 266      | 0,89%     |          | -             |        |
|                                  | Německá menšina (Komitet Wyborczy Mniejszość Niemiecka)                             | 34 469      | 0,3%      |          | 2             |        |
|                                  | Polská národní strana (Polska Partia Narodowa)                                      | 34 127      | 0,39%     |          | -             |        |
|                                  | Rodný dům (Dom Ojczysty)                                                            | 32 863      | 0,39%     |          | -             |        |
|                                  | Strana centra (Partia centrum)                                                      | 21 893      | 0,29%     |          | -             |        |
|                                  | Národní občanská koalice (Ogólnopolska Koalicja Obywatelska)                        | 16 251      | 0,1%      |          | -             |        |
|                                  | Stranická iniciativa polské republiky (Partia Inicjatywa Rzeczypospolitej Polskiej) | 11 914      | 0,1%      |          | -             |        |
|                                  | Polské konfederace - Důstojnost a Práce (Polska Konfederacja - Godność i Praca)     | 8 353       | 0,1%      |          | -             |        |
|                                  | Národní obrození Polska (Narodowe Odrodzenie Polski)                                | 7 376       | 0,1%      |          | -             |        |
|                                  | Německé menšina Slezska (Mniejszość Niemiecka Śląska)                               | 5 581       | 0,1%      |          | -             |        |
|                                  | Labouristická strana (Stronnictwo Pracy)                                            | 1 019       | 0,01%     |          | -             |        |
|                                  | Sociální záchranáři (Społeczni Ratownicy)                                           | 982         | 0,01%     |          | -             |        |
|                                  | Nezávislý                                                                           |             |           |          |               |        |
| Dohromady (volební účast 40,6 %) | Dohromady (volební účast 40,6 %)                                                    | 11 804 676  | 100,00%   |          | 460           |        |

## Výsledky voleb do Senátu
Do Senátu se dostalo celkem 5 politických stran a uskupení a 5 nezávislých kandidátů. 49 mandátů získala PiS, 34 mandátů PO, 3 mandáty SRP, 7 mandátů LRP, 2 mandáty PSL a 5 mandátů získali nezávislí kandidáti. 

| Politické strany                 | Politické strany                                             | Počet mandátů | +/–  |
| -------------------------------- | ------------------------------------------------------------ | ------------- | ---- |
|                                  | Právo a Spravedlnost (Prawo i Sprawiedliwość, PiS)           | 49            | -    |
|                                  | Občanská platforma (Platforma Obywatelska, PO)               | 34            | -    |
|                                  | Sebeobrana polské republiky (Samoobrona RP)                  | 3             | ▲ +1 |
|                                  | Svaz demokratické levice (Sojusz Lewicy Demokratycznej, SLD) | -             | -    |
|                                  | Liga polských rodin (Liga Polskich Rodzin, LPR)              | 7             | ▲ +5 |
|                                  | Polská lidová strana (Polskie Stronnictwo Ludowe, PSL)       | 2             | ▼ -2 |
|                                  | Nezávislý                                                    | 5             |      |
| Dohromady (volební účast 40,6 %) | Dohromady (volební účast 40,6 %)                             | 100           |      |

## Rozdělení mandátů

Počet křesel v Senátu

Počet křesel v Sejmu

## Statistika
| Registrovaných voličů: | 30 338 316 |
| Sčítání hlasů:         | 12 255 875 |
| Neplatných hlasů:      | 451 199    |
| Platných hlasů:        | 11 804 676 |